# Gabriel Attal
Gabriel Attal (født 16. marts 1989 i Clamart, Frankrig) er en fransk politiker fra partiet Renaissance (RE), der siden 9. januar 2024 har været premierminister i Emmanuel Macrons regering.
Efter valget til den franske nationalforsamling i juni 2017 steg han hurtigt i graderne, og blev juniorminister for national uddannelse og ungdom i 2018, regeringstalsmand i 2020, økonomiminister i 2022 og uddannelses- og ungdomsminister i 2023.
Den 9. januar 2024 blev Attal udpeget af præsident Emmanuel Macron til at erstatte Élisabeth Borne som premierminister. I en alder af 34 blev han den yngste og første åbent homoseksuelle person, der havde embedet i Frankrig, og den yngste fungerende regeringsleder i verden. Han er blevet beskrevet som en potentiel kandidat til præsidentvalget i 2027 .

## Tidligt liv og uddannelse
Attal blev født den 16. marts 1989 i Clamart, Île-de-France. Han voksede op i Paris' 13. og 14. arrondissement med sine tre søstre. Hans far, Yves Attal, var advokat og filmproducent af halvt tunesisk-jødisk afstamning på fædresiden og halvt alsacisk-jødisk afstamning på mødresiden. Attals mor, Marie de Couriss, var af fransk og græsk-russisk afstamning og arbejdede som ansat i et filmproduktionsselskab.   Attal voksede op som ortodoks kristen, hvilket var moderens religion.
Attal gik på privatskole i det 6. arrondissement. Hans politiske engagement begyndte, da han deltog i ungdomsprotesterne i 2006.  Han blev optaget på Sciences Po i 2007 og oprettede en komité til støtte for Íngrid Betancourt, FARC's fransk-colombianske gidsel .  Han dimitterede fra Sciences Po i 2012 med en mastergrad i offentlig politik. Derudover har han læst jura ved Université Paris-Panthéon-Assas fra 2008 til 2011. 

## Politisk karriere

### Kommunalpolitiker
Efter et praktikophold i den franske nationalforsamling hos Marisol Touraine under præsidentkampagnen i 2012 arbejdede Attal i fem år som rådgiver for sundhedsministeren, en rolle, der involverede parlamentarisk kontakt og taleskrivning.
Ved kommunalvalget i 2014 kom Attal på en femteplads på Socialistpartiets liste i Paris-forstaden Vanves. Han blev valgt som en af de fire socialistiske byrådsmedlemmer og overtog ledelsen af oppositionen, efter at partiets spidskandidat trak sig. 

### Medlem af nationalforsamlingen (2017-2018)
Attal blev valgt til den franske nationalforsamling den 18. juni 2017 i Hauts-de-Seines 10. valgkreds, og vandt over den udpegede efterfølger til André Santini.  
Attal blev hurtigt betragtet som et af de mest talentfulde nye medlemmer af parlamentet. Han fik sæde i udvalget for kultur- og uddannelsesanliggender, hvor han fungerede som gruppeformand for La République En Marche!. 
Attal blev udnævnt til talsmand for La République En Marche! i januar 2018.  og i september 2018, efter valget af Richard Ferrand til præsidentposten for nationalforsamlingen, stillede han op som kandidat til at efterfølge ham som leder af La République En Marche!, men trak sit kandidatur tilbage dagen før valget, da han blev betragtet som en af de tre favoritter.  Han støttede senere Roland Lescure . 

### Minister (2018-2024)
Den 16. oktober 2018 blev Attal udnævnt til Secrétaire d'État (juniorminister) for ministeren for national uddannelse og ungdom Jean-Michel Blanquer . Med sine 29 år var han det yngste medlem af en regering under Den Femte Republik, og slog den tidligere rekord, som François Baroin satte i 1995, med et par måneder. Han var ansvarlig for ungdomsspørgsmål og indførelsen af værnepligt.
Han var regeringens talsmand under premierminister Jean Castex fra 2020 til 2022.  Han blev økonomiminister i premierminister Élisabeth Bornes regering i maj 2022. 
I en regeringsrokade i juli 2023 blev Attal udnævnt til minister for national uddannelse og ungdom, igen som den yngste nogensinde. Som minister lancerede han et forbud mod flere religiøse symboler i de offentlige skoler, hvor kristne kors, jødiske kippahs og islamiske slør allerede er bandlyst. 

### Premierminister
Efter Bornes tilbagetræden som premierminister 8. januar 2024 nævnte flere medier Attal som favoritten til at efterfølge hende. Hans udnævnelse blev annonceret 9. januar. Han er både landets første åbenlyst homoseksuelle premierminister og den yngste.
Der har været spekulationer i de franske medier om, at Attal kunne kandidat ved præsidentvalget i 2027. 

## Personligt liv
Attal er homoseksuel og har tidligere levet i et registreret partnerskab med Stéphane Séjourné, medlem af Europa-Parlamentet for La République En Marche!.  De gik fra hinanden i 2024. Attal har tidligere fortalt i et tv-interview, at han har været udsat for homofobisk mobning i skolen. I 2018 blev han outet på Twitter af sin tidligere klassekammerat, den politiske aktivist Juan Branco.   Han har også fortalt, at han som politiker har været genstand for hadefylde ytringer af homofobisk og antisemitisk karakter på sociale medier.